# Хіллабі
Пік Хіллабі (англ. Mount Hillaby) — найвища точка східного карибського острова Барбадос. Пік розташований в окрузі Сент-Ендрю. Має висоту 340 метрів (1 120 футів).